# Yao Ximing
Yao Ximing (chinesisch 姚喜明, * 15. August 1956) ist ein ehemaliger chinesischer Badmintonspieler, der später für die USA startete.

## Karriere
Yao Ximing machte insbesondere in Teamwettbewerben in der ersten Hälfte der 1980er Jahre auf sich aufmerksam.  Im Thomas Cup 1982 war er Stammspieler in der chinesischen Männernationalmannschaft und trug mit jeweils einem Sieg im Halbfinale gegen Dänemark und im Finale gegen Indonesien zum Gewinn des Weltmeistertitels bei, wobei er stets im Doppel mit Sun Zhi’an antrat.
1979 wurde er Weltmeister des wenig bedeutsamen Weltverbandes WBF im Doppel mit Sun Zhi’an. Bei der Weltmeisterschaft der IBF 1983 schieden sie im Viertelfinale aus.
Yao Ximing spielte später für die USA und gewann dort die US Open. Nach seiner aktiven Karriere arbeitete er dort und in Kanada als Trainer.

## Sportliche Erfolge
| Saison | Veranstaltung           | Disziplin    | Platz | Name                      |
| ------ | ----------------------- | ------------ | ----- | ------------------------- |
| 1979   | Weltmeisterschaft (WBF) | Herrendoppel | 1     | Yao Ximing / Sun Zhi’an   |
| 1981   | World Games             | Herrendoppel | 1     | Yao Ximing / Sun Zhi’an   |
| 1983   | Thomas Cup              | Team         | 1     | China                     |
| 1983   | Weltmeisterschaft (IBF) | Herrendoppel | 5     | Yao Ximing / Sun Zhi’an   |
| 1986   | US Open                 | Herrendoppel | 1     | Yao Ximing / Tariq Wadood |
| 1987   | US-Meisterschaft        | Herrendoppel | 2     | Yao Ximing / Tariq Wadood |